# La signora del blues
La signora del blues (Lady Sings the Blues) è un film del 1972 diretto da Sidney J. Furie ed interpretato, oltre che da Diana Ross, da Billy Dee Williams e Richard Pryor. Si tratta della biografia cinematografica di Billie Holiday.
Fu presentato fuori concorso al 26º Festival di Cannes.

## Trama
Proveniente da una povera famiglia di colore, Billie Holiday attraversa un'esistenza drammatica e travagliata prima di diventare una delle più grandi cantanti di jazz e blues: dai bordelli e dai night di infimo ordine di Harlem al successo della Carnegie Hall. Tutto però troppo tardi: Billie muore poco tempo dopo aver finalmente raggiunto il successo, ormai minata dall'abuso di alcool e droghe.

## Accoglienza
Nel 1973 il film incassò oltre 25 milioni di dollari negli Stati Uniti e si guadagnò ben 5 nomination agli Oscar; la Ross ottenne due nomination: una come migliore attrice protagonista e l'altra per la miglior colonna sonora, senza tuttavia vincere i premi.
Nell'aprile del 1973, la colonna sonora del film, interamente cantata da Diana Ross con il titolo Lady Sings the Blues, raggiunse immediatamente il primo posto delle classifiche americane di Billboard vendendo, in solo otto giorni, 300 000 copie. Il disco rimase al primo posto della classifica degli album per due settimane consecutive. In totale, solo negli USA, vendette oltre 2 milioni di copie e rimase in classifica per ben 54 settimane. La Ross divenne la prima cantante pop a portare al primo posto delle classifiche USA un album di blues e jazz. Nel Regno Unito il disco raggiunse solo il 50º posto della classifica ma divenne comunque Disco d'oro.
Nel gennaio del 1974 l'album vinse un American Music Award nella categoria Migliore album Pop/Rock.

## Riconoscimenti
Diana Ross vinse il Golden Globe come migliore attrice. Ebbe anche la nomination, sempre come Migliore attrice protagonista ai BAFTA.